# Castlevania: Symphony of the Night
Castlevania: Symphony of the Night, i Japan känt som Akumajō Dracula X: Gekka no Yasōkyoku (悪魔城ドラキュラX 月下の夜想曲? bokstavligen "Djävulens slott Dracula X: Nocturne i månskenet") är ett spel utvecklat av Konami. Spelet släpptes ursprungligen till Playstation 1997, och utspelar sig 1797. Sedan dess har spelet släppts till Sega Saturn (1998) och Xbox 360, via Xbox Live Arcade (2006). Spelet är även med i samlingarna Castlevania: The Dracula X Chronicles till Playstation Portable och Castlevania Requiem till Playstation 4. I båda samlingarna har nya röstskådespelare ersatt de som finns i originalet.
Spelaren tar rollen som Alucard (Draculas son). Draculas slott Castlevania har dykt upp vid en oväntad tidpunkt, vanligtvis dyker det bara upp en gång vart hundrade år. I slottet finns det många fiender som vill döda dig, men uppgiften i spelet är att få reda på sanningen om slottet och varför det dök upp. Det finns även upplåsbara figurer som man kan spela som istället för Alucard.